# Vocea umană
Vocea umană este sunetul natural creat de corzile vocale ale omului, și modulat în gât, gură și cavitățile nazale. Oamenii folosesc vocea pentru a transmite informații în primul rând prin vorbit, dar și prin cântat și alte sunete, ca de exemplu prin strigat, plâns, râs, oftat ș.a. În cazul cântatului, se poate spune că vocea umană este un instrument muzical, desigur de natură cu totul specială.
Alte voci naturale sunt produse de unele animale care dispun de fiziologia și un minim de inteligență necesare.
Prin contrast, vocea electronică este o voce artificială (care de obicei sună nenatural), sintetizată dinamic de către un computer sau un program de rostit, pe baza unui text scris. Poate folosi orbilor sau analfabeților la citirea unor texte/cuvinte de pe monitorul unui calculator.
În fine, cuvântul "voce" mai poate avea și alte semnificații:
- voce ca noțiune muzicală: cântatul pe mai multe voci simultane se numește polifonie;
- vocea poporului (simbolic) = rezultatul unui plebiscit.

## Producerea vocii umane (fonația)
Producerea vocii este un fenomen înnăscut foarte complex, dar se poate referi și la o tehnică foarte complexă, dobândită. Vezi și articolul Registru (muzică).
Vocea la om se produce prin acțiunea (vibrația) celor două corzi vocale din laringe, în cadrul spațiului înconjurător disponibil din zonă. Vibrația corzilor vocale poate fi influențată în mod complex prin activarea mușchilor și țesuturilor din apropiere.
Tonul de bază la bărbați este în jur de 125 Hz, iar la femei în jur de 250 Hz (mai înalt). La copiii mici este în jur de 440 Hz. Octavele superioare, care sunt parte componentă a vocii naturale, ajung la frecvențe foarte înalte, de până la 12 kHz.
Gama de note de la cea mai joasă la cea mai înaltă (ambitusul) cuprinde la om în mod normal circa 1,3 ... 2,5 octave. Despre soprana peruviană de excepție Yma Sumac se spunea că poate acoperi chiar 4 octave.
La producerea vocii se folosesc două procedee principale, vezi articolele respective:
- Voce de piept,
- Voce de cap, folosită de exemplu la cântatul "în falset".

Vocea umană se dezvoltă puternic în cursul vieții unui om. Există însă și boli, mai mult sau mai puțin grave, care îngreuiază sau chiar împiedică atât formarea unei voci normale, cât și vorbitul în general. Un exemplu de anomalie a vocii și a vorbirii este bâlbâiala, un fenomen fiziologic foarte complex. Ramura de medicină care se ocupă cu vindecarea sau ameliorarea dificultăților de vorbire este logopedia.

## Modificările vocii umane

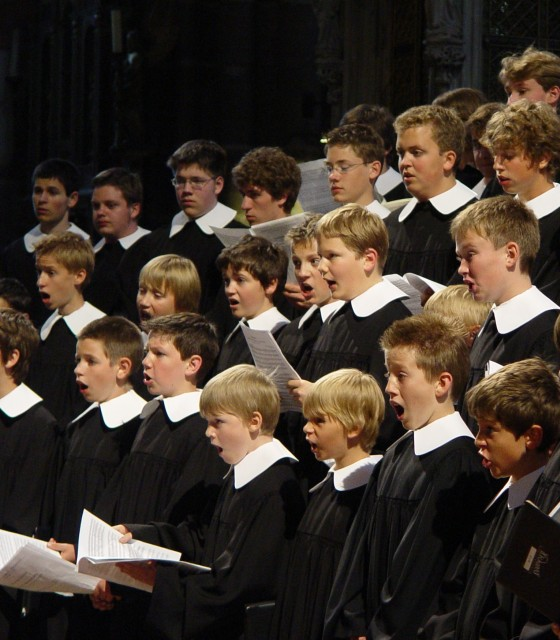
Cor de copii

Datorată dezvoltării corzilor vocale, la tinerii în creștere (atât la băieți cât și la fete), între circa 11 și 15 ani, are loc de obicei o "schimbare de voce": la băieți tonul vocii coboară cu circa o octavă, iar la fete cu o terță. În același timp, ambitusul crește până la aproximativ 2 octave.
O altă cauză a modificărilor pot fi diverse iritații și infecții. Ele pot duce la boli ca de ex. laringita, care influențează vocea în mod negativ. Există și boli deosebit de grave ca de ex. tumori în zona laringelui ș.a. Dar și o simplă răgușeală netratată poate duce până la pierderea totală (dar temporară) a vocii („afonie”).
Un deranjament de cu totul altă natură este efectul Donald Duck. Acesta are loc atunci când cineva inspiră hidrogen sau heliu (nedăunătoare în cantități mici): ca urmare, vocea sa se transpune brusc la note înalte și capătă un timbru străin și caraghios. După ce se revine la aerul normal, fenomenul se atenuează și dispare de la sine după câteva zeci de secunde.

## Cultivarea vocii
Unele ocupații necesită un antrenament / o cultivare deosebită a vocii în domeniul vorbirii: spicher (la radio, TV ș.a.), actor de teatru ș.a., prezentator la spectacole, recitator, dar și licitator, profesor de școală, politician și multe altele. Este vorba atât despre îmbunătățirea dicției, sonorității și clarității vocii, cât și a formulărilor și conținutului celor spuse.
Vocea poate fi antrenată și cultivată și în sens muzical, pentru a deveni cântăreț sau cântăreață profesională. Aceasta este una dintre sarcinile unei școli de muzică sau canto.
O formă de muzică vocală des întâlnită o constituie corurile de copii, bărbați, femei și mixte, în cadrul cărora un grup de persoane cântă deodată aceeași melodie.

## Teoria vocii
Pentru înțelegerea teoriei vocii umane sunt necesare mai întâi cunoștințe în multe domenii care influențează proprietățile vocii, cum ar fi fiziologia, anatomia, mecanica, acustica, medicina, psihologia, pedagogia ș.a.
Vocea umană este un fenomen aproape unic în regnul animal. La om, în special fiziologia laringelui și a zonei înconjurătoare a dat posibilitatea unei ample variabilități a articulării sunetelor și vocii. La toate celelalte animale de pe Pământ (cu unele excepții discutabile - la unele specii de papagali) nu se poate vorbi de o voce formată.
Posibilitățile excepționale ale vocii umane au condus la apariția și dezvoltarea unei multitudini de limbi vorbite , de-a lungul istoriei și aproape în toate zonele de pe Pământ. Fenomenul vocii umane s-a reflectat puternic și înapoi, spre vorbitori, contribuind în mod decisiv la dezvoltarea gândirii și inteligenței la om, cu toate consecințele acestora individuale și sociale, fiind larg recunoscute drept elemente constitutive, caracteristice, ale însăși naturii omului.
Câțiva oameni de știință din domeniu:
- Johan Sundberg (mai demult la KTH din Stockholm, Suedia)
- Ingo Titze (University of Iowa and National Center for Voice and Speech, SUA)
- Peter-Michael Fischer.

## Curiozități
- În mod normal, la un moment dat vocea umană poate produce un ton de o singură înălțime (frecvență). Există totuși unele tehnici de cântat "din laringe" numite "difonice" sau și "diafonice" (franceză: chant diphonique; germană: Obertongesang; engleză: overtone singing) care permit producerea simultană a două note de înălțimi diferite, având ca efect o polifonie neobișnuită: același cântăreț cântă simultan pe două voci muzicale (două melodii diferite). Tehnica difonică se întâlnește des la unele popoare din Mongolia, Tuva și în alte state din zona munților Altai din Asia.
- Despre soprana peruviană de excepție Yma Sumac se spunea că poate acoperi 4 octave.
- Unii cântăreți (bărbați) se încadrează în registrele de altistă sau chiar de soprană; aceștia poartă numele de „contratenori”. De exemplu, cântărețul germano-american Freddy Sahin-Scholl (n. 1953) poate cânta în ambele registre bariton și sopran.
- O curiozitate este oferită de așa numiții ventriloci. Aceștia sunt persoane în stare să vorbească fără a mișca vizibil gura sau buzele, dând astfel impresia că vorbesc „din burtă”.
- Cântatul cu tehnica numită în germană „Jodeln” (pronunție /'‿io:dɘln/ ) este întâlnit în special în zona munților Alpi din Germania, Austria și Elveția. Este vorba despre un cântat fără text propriu-zis, numai cu silabe sonore fără sens cum ar fi „io-la-la-ri-ti”, și care schimbă foarte rapid registrele între vocea de piept și cea în falset (voce de cap).
- Unii oameni pot imita foarte bine vocile altora. Acest talent poate fi folosit imitând personalități publice în diverse spectacole, parodii, la cabaret etc. În mod poate surprinzător, multe specii de papagali învață să imite vocea posesorului și pot „rosti” (stâlcit) câteva cuvinte sau propoziții simple, desigur fără a le și înțelege.

## Literatură de specialitate
- Peter-Michael Fischer: Die Stimme des Sängers, Metzler, Stuttgart, Weimar, 1993, ISBN 3-476-01604-8
- Karl-Heinz Göttert: Geschichte der Stimme. München 1998, ISBN 3-7705-3281-3
- Günther Habermann: Stimme und Sprache. 4. Auflage. Thieme, Stuttgart 2003, ISBN 3-13-556004-X
- Johan Sundberg: The Science of the Singing Voice, 1987, Die Wissenschaft von der Singstimme, deutsch: Friedemann Pabst, Orpheus, Bonn 1997, ISBN 3-922626-86-6
- Ingo Titze: Principles of Voice Production, Prentice Hall, 1994, ISBN 0-13-717893-X (Facsimile)
- Jürgen Wendler, Wolfram Seidner, Ulrich Eysholdt: Lehrbuch der Phoniatrie und Pädaudiologie. 4., völlig überarbeitete Auflage. Thieme, Stuttgart, New York 2005, ISBN 3-13-102294-9